# 福岡海星女子学院附属小学校
福岡海星女子学院附属小学校（ふくおかかいせいじょしがくいんふぞくしょうがっこう）は、福岡県福岡市南区老司五丁目29番3号にある私立小学校。カトリック系キリスト教に基づいた教育を行う。高等学校が系列附属校として存在するものの、附属中学校が現存しない私立小学校でもある。

## 沿革

### 年表
- 1968年（昭和43年）4月1日 - 福岡海星女子学院附属小学校開設。
- 1984年（昭和59年） - 設置者が学校法人海星女子学院から分離し、学校法人福岡海星女子学院となる。新校舎に移転。

## 通学手段など
- 最寄りバス停留所：西鉄バス福岡海星女子学院前バス停
- スクールバスあり（6コース）